# Тёмкин, Игорь Алексеевич
Игорь Алексеевич Тёмкин (лит. Igoris Tiomkinas; 1960 — 5 июля 2014) — литовский преступник, один из членов преступной группировки «Вильнюсская бригада», действовавшей в начале 1990-х в Литве. Был известен как один из близких друзей Давида Каплана, финансиста «бригады» и организатора многих преступлений. Обвинялся в организации убийства журналиста Витаса Лингиса, а также лидеров преступной группировки «Зелёные» Анатолия Томилина и Игоря Зорькина, однако его причастность к убийствам не была доказана. В 1995 году арестован и осуждён на 10 лет тюрьмы за участие в деятельности организованной преступной группировки, освобождён в 2004 году, после чего фактически устранился от дел. В 2014 году был убит неизвестными: убийство не удалось раскрыть по горячим следам.

## Ранние годы
Родился в 1960 году. Был с детства знаком с будущим предпринимателем Давидом Капланом, известным под кличкой «Додик»: Каплан говорил, что Тёмкин нередко защищал его от хулиганов. Через Каплана Тёмкин познакомился с Хенрикасом Маргянисом, будущим главой департамента контрразведки МВД Литвы. Тёмкин работал в советское время таксистом, но ещё в конце 1980-х связался с оргпреступностью. В сохранившихся документах КГБ Литовской ССР от 1989 года он проходил по делу так называемой «Стаи», занимавшейся рэкетом и контрабандой и имевшей связи с коррумпированными сотрудниками МВД СССР.

## Вильнюсская бригада
В 1990-е годы Каплан, возглавлявший фирму «M&S International», и Тёмкин стали членами Вильнюсской бригады — крупнейшей в то время литовской организованной преступной группировки, причастной к разным преступлениям. Главой бригады был Борис Деканидзе, а Каплан играл роль финансиста и «мозгового центра».
Определённую известность среди членов группировки Тёмкину принесла поездка в 1992 году в Санкт-Петербург с Деканидзе и Капланом: все они прибыли в аэропорт в сопровождении двух сотрудников отряда полицейского спецназа «Арас», которым туда приказал направиться Хенрикас Маргянис, после чего на самолёте Як-42, которым пользовался только Витаутас Ландсбергис, отправились со своей охраной в Санкт-Петербург. По свидетельствам одного из оперативников, Тёмкин вместе с Деканидзе забрали семь мешков с деньгами из некоего заброшенного дома, а к самолёту вернулись «с двумя девушками» — некими фотомоделями. По возвращении из Санкт-Петербурга в Вильнюс Тёмкин раздал из той суммы по 20 тысяч долларов нескольким вильнюсским криминальным авторитетам, тем самым завоевав их доверие.
Тёмкин стал известен как инициатор крупной сделки между Вильнюсской бригадой и МВД Литвы: в обмен на «покровительство» со стороны МВД он поставлял оружие для литовской полиции (в частности, автоматы АК-74, хотя они были невысокого качества). Давид Каплан играл роль посредника в этой сделке: он выкупал необходимое оружие у Западной группы войск Советской Армии, которое затем поставлялось на службу МВД Литвы (так было поставлено около 5 тысяч пистолетов и автоматов). Более того, Каплан использовал «крышу» Маргяниса на всех бандитских разборках: согласно оперативной справке от 18 октября 1994 года, Маргянис фактически был «своим человеком» в правоохранительных органах для бандитов и нередко отправлял спецназовцев из «Араса» на «стрелки» для ликвидации враждебных преступных группировок. Об этой деятельности Каплана Тёмкину также было известно. В конце 1992 года новый глава МВД Литвы Ромасис Вайтекунас уволил Маргяниса с должности начальника контрразведки, а Каплана и Деканидзе выдворил из страны.
Игоря Тёмкина также обвиняли в убийстве двух криминальных авторитетов из банды «Зелёных»: Анатолия Томилина, лидера банды (1955 г.р.) и Игоря Зорькина по кличке «Барон». Поводом для убийства стал отказ «Зелёных» платить 10 % в «общак» Вильнюсской бригады: когда «бригадиры» пришли за данью на Гарюнайский рынок, который они держали, то услышали от торговцев, что те уже заплатили дань «зелёным». 9 сентября 1992 года оба были убиты в боксёрском зале в Вильнюсе по улице Шейминишкю: в зал ворвались четверо «бойцов» Вильнюсской бригады, один из которых открыл огонь из автомата. В ходе перестрелки был ещё и ранен Виктор «Веснушка» Полонский, один из «бригадиров». Тёмкина арестовали, но, несмотря на собранные доказательства, прокуратура постановила, что их недостаточно для предъявления именно Тёмкину обвинений в убийстве, и отпустила задержанного. Дело о двойном убийстве Томилина и Зорькина в итоге до суда не дошло.

## Тюремный срок
12 октября 1993 года был убит журналист Витас Лингис, основатель газеты «Respublika»: по основной версии, он публиковал разоблачающие сведения о литовской организованной преступности. Ряд членов Вильнюсской бригады (в том числе Тёмкин), подозреваемые в организации этого убийства и других преступлений, были объявлены в международный розыск. Тёмкин был одним из тех, кто был посвящён в планы Вильнюсской бригады касаемо Лингиса: идею ликвидации неугодного журналиста подал Давид Каплан, который обсудил возможность устранения Лингиса с Тёмкиным, Деканидзе и собственно исполнителем Игорем Ахремовым.
Спасаясь от уголовного преследования, Тёмкин сбежал в Германию, где долгое время скрывался. В конце 1994 года Борис Деканидзе был арестован по обвинению в организации убийства Лингиса: суд приговорил его к смертной казни через расстрел, а приговор привели в исполнение 12 июля 1995 года. Однако вплоть до казни Деканидзе настаивал на своей невиновности и утверждал, что знает подлинного организатора — предполагалось, что он имел в виду Каплана, который однажды обмолвился Тёмкину об идее ликвидации Лингиса. Расстрел Деканидзе «обезглавил» Вильнюсскую бригаду, но все средства, полученные «бригадой» от незаконной деятельности, литовская полиция так и не смогла изъять.
4 мая 1995 года Тёмкин был задержан полицией ФРГ в спортивном зале Дюссельдорфа, где посещал тренировки по кикбоксингу: у него изъяли фальшивый паспорт на имя греческого водителя. В связи с осуществлением допроса Тёмкина было принято решение отложить расстрел Деканидзе. Позже Тёмкин был признан виновным в деятельности в составе ОПГ и вымогательстве имущества у предпринимателя Семёна Дельника: суд приговорил его к 10 годам лишения свободы. В 2004 году он был досрочно освобождён.

## После тюрьмы
После выхода на свободу Тёмкин утверждал, что получил от Каплана, эмигрировавшего в Россию, денежную сумму в размере 10 миллионов долларов для построения своего бизнеса; по другой версии, всю сумму он получил «за молчание» от других членов Вильнюсской бригады. Однако о его вкладах в предприятия ничего не было известно, а чаще Тёмкин приобретал дорогие автомобили и виллы, попросту всё растратив. Известно, что после освобождения он поселился на базе футбольного клуба «Жальгирис», которая принадлежала Яношу Лопуте, а также построил дом на окраине Вильнюса в Гедракальнисе. Утверждалось, что он нередко ездил в Латвию, где продолжал свою преступную деятельность, а в самой Литве стремился не попадаться на глаза полиции.
В 2012 году, за полтора года до своей гибели Тёмкин присутствовал на пышном праздновании Капланом 45-летия, которое обошлось самому Каплану в 1,5 млн. долларов, а на самой вечеринке выступал певец Стинг. Изначально вечеринку планировали провести на Сардинии, но затем перенесли в Канны из неких соображений безопасности. Ходили слухи, что Тёмкин не простил Каплану того, что тот не помог ему избежать обвинительного приговора в 1995 году, поэтому из чувства зависти и мести «Тимоха» начал угрожать ему выдачей правоохранительным органам. Параллельно он стал подговаривать бывших соучастников бригады к «сдаче» Каплана правоохранительным органам, взяв с них согласие дать показания.

## Убийство
Тёмкин был убит в ночь с 5 на 6 июля 2014 года в Вильнюсе. В 23:50 Тёмкин с девушкой возвращались из ресторана и шли в его дом на улице Тринаполё, когда неизвестный сделал четыре выстрела из пистолета — три в спину и один контрольный в голову. Девушка при этом не пострадала. Двоих подозреваемых в убийстве задержали сразу же, однако спустя некоторое время отпустили. Исполнители и заказчики убийства не установлены до сих пор.
Одним из подозреваемых некоторое время был Виктор «Малах» Малахов, ранее связанный с бригадой и проходивший по делу как специальный свидетель: в ходе обыска в его доме были обнаружены несколько тайников, скрытые под полом. Среди подозреваемых были также боксёр Евгений Кузин и бывший начальник Департамента контрразведки МВД Литвы Хенрикас Маргянис (был задержан 4 августа 2014 года), но позже с обоих сняли обвинения. Маргяниса называли сначала исполнителем, а позже и заказчиком, основываясь на том, что он некоторое время переписывался с Тёмкиным: освобождённый Маргянис пригрозил подать в суд с требованиями компенсации морального ущерба.
Среди рассматриваемых в настоящее время версий случившегося — заказное убийство, заказчиком которого был Давид Каплан, опасавшийся предъявления обвинений в заказном убийстве Витаса Лингиса в 1993 году. Каплан в настоящее время находится в Израиле, скрываясь от российской и литовской прокуратуры по обвинению в экономических преступлениях — предполагается, что он мог обратиться в частное сыскное агентство, чтобы найти и ликвидировать Тёмкина.